# Comiziano
Comiziano è un comune italiano di 1 701 abitanti della città metropolitana di Napoli in Campania.

## Storia
L'origine di Comiziano risale al periodo che va dal I secolo a.C. al I secolo d.C. Era allora, forse, una delle tante ville rustiche (masserie), disseminate nell'agro nolano, le cui terre erano state distribuite ai soldati romani dal console Silla.
Il nome primitivo era "Comignano" o "Cumignano", ma nel 1909 fu cambiato, con regio decreto in "Comiziano"; è da notare che nel dialetto viene ancora chiamato "Cumignano".
Sull'origine del nome si fanno varie ipotesi: la prima è che esso venga da una specie di olive chiamate in latino Cominia; la denominazione in questo caso significherebbe "zona di coltivazione di olive cominia". Un'altra ipotesi fa risalire il toponimo al fatto che a Cumignano si riunivano gli antichi cavalieri di Malta (Comites) dal vicino paese di Cicciano. La terza ipotesi, e forse la più attendibile, fa risalire il nome alla gens Cominia che aveva qui un vasto possedimento feudatario.
Per quanto riguarda il periodo medioevale i vari casali del nolano, quindi anche Comiziano, fecero storia comune con Nola che era il polo centrale di tutti i villaggi o masserie sorte dai vari insediamenti di cittadini romani.
Verso il 1640 avvenne il primo infeudamento dei casali di Nola e tra questi il casale di Cumignano: essi furono ceduti, per concessione del viceré di Napoli Raniero Gusman duca di Medina e Las Torres, in nome del re di Spagna Filippo IV a Ladislao Sigismondo di Polonia. Questi, però, dopo appena due anni (1642), li vendette al duca di Maddaloni, don Diomede Carafa per 39.000 ducati. Questi, a sua volta, nel 1643 li cedette a Giulio Mastrilli, regio consigliere. Finita la signoria degli Orsini a Nola, la città divenne libera e con i suoi casali formò una Università cioè un grande municipio che non ebbe però lunga durata, ma si smembrò per l'autonomia che andavano acquistando i suoi casali. Fu in quest'epoca che Cumignano, si eresse a centro autonomo assieme alla frazione Gallo. Nel 1698 divenuta dei Minutillo-Caffarelli venne eretta a Marchesato. Nel 1806, con le leggi eversive della feudalità di Gioacchino Murat, vennero aboliti i diritti feudali per dar spazio alle amministrazioni comunali.

### Simboli
Lo stemma è stato approvato con deliberazione del consiglio comunale n. 82 del 13 ottobre 1988 e concesso con D.P.R. del 3 gennaio 1989. 
Il gonfalone è un drappo partito di azzurro e di bianco.

## Monumenti e luoghi d'interesse
I monumenti maggiori della cittadina sono i resti del palazzo baronale Del Balzo ed il palazzo e la villa del Marchese Imperiale d'Afflitto. L'aspetto odierno di Comiziano è quello di un paese lindo, operoso: le sue viuzze strette, le sue piccole piazze, richiamano la sua origine medievale.
La chiesa parrocchiale risale al 1500 e fu eretta a parrocchia nel 1527 con bolla del nobile Giovanni Bernardo Mastrilli. È ad una sola navata, linda e luminosa: le sue colonne, i suoi capitelli richiamano chiaramente lo stile rinascimentale.
Essa è consacrata al culto di san Severino vescovo.

## Società

### Evoluzione demografica
Abitanti censiti

### Etnie e minoranze straniere
Secondo i dati ISTAT, al 31 dicembre 2010 la popolazione straniera residente era di 56 persone. Le nazionalità maggiormente rappresentate in base alla loro percentuale sul totale della popolazione residente erano:
- Romania 26 1,43%

## Economia
Il territorio agricolo di Comiziano è piantato prevalentemente a nocciole, viti e frutta.

## Infrastrutture e trasporti
Il paese è posto sulla strada provinciale Avellino-Caserta. Non dispone di una rete ferroviaria autonoma.

## Amministrazione
| Periodo | Periodo | Primo cittadino    | Partito                   | Carica      | Note |
| ------- | ------- | ------------------ | ------------------------- | ----------- | ---- |
| 1985    | 1993    | Antonio Santorelli | Democrazia Cristiana      | Sindaco     |      |
| 1993    | 1995    | Lidio Alfieri      | Democrazia Cristiana      | Sindaco     |      |
| 1995    | 1995    | Ferdinando Mone    |                           | commissario |      |
| 1995    | 1999    | Antonio Santorelli | Partito Popolare Italiano | Sindaco     |      |
| 1999    | 2009    | Lidio Alfieri      | L'Ulivo-La Margherita     | Sindaco     |      |
| 2009    | 2019    | Paolino Napolitano | Lista civica              | Sindaco     |      |
| 2019    | 2023    | Severino Nappi     | Lista civica              | Sindaco     |      |
| 2023    | 2024    | Dario Annunziata   |                           | commissario |      |
| 2024    | -       | Severino Nappi     | Lista civica              | Sindaco     |      |